# Cenadi
Cenadi is een gemeente in de Italiaanse provincie Catanzaro (regio Calabrië) en telt 632 inwoners (31-12-2004). De oppervlakte bedraagt 11,2 km², de bevolkingsdichtheid is 59 inwoners per km².

## Demografie
Cenadi telt ongeveer 264 huishoudens. Het aantal inwoners daalde in de periode 1991-2001 met 15,8% volgens cijfers uit de tienjaarlijkse volkstellingen van ISTAT.
| Jaar | Inwoneraantal |
| ---- | ------------- |
| 1991 | 771           |
| 2001 | 649           |

## Geografie
De gemeente ligt op ongeveer 539 m boven zeeniveau.
Cenadi grenst aan de volgende gemeenten: San Vito sullo Ionio.